# Мюллер, Герхард Людвиг
Герхард Людвиг Мюллер (нем. Gerhard Ludwig Müller; род. 31 декабря 1947, Финтен-Майнц, Французская зона оккупации Германии) — немецкий куриальный кардинал. Имеет репутацию консервативного богослова и критика папы Франциска. Епископ Регенсбурга с 1 октября 2002 по 2 июля 2012. Архиепископ ad personam со 2 июля 2012. Префект Конгрегации доктрины веры со 2 июля 2012 по 1 июля 2017. Председатель Международной теологической комиссии и Папской Библейской Комиссии со 2 июля 2012 по 1 июля 2017. Председатель Папской Комиссии Ecclesia Dei со 2 июля 2012 по 1 июля 2017. Кардинал-дьякон с титулярной диаконией Сант-Аньезе-ин-Агоне с 22 февраля 2014 по 1 июля 2024. Кардинал-священник с титулом церкви pro hac vice Сант-Аньезе-ин-Агоне с 1 июля 2024.

## Ранняя жизнь
Герхард Людвиг Мюллер родился 31 декабря 1947 года, в Финтен-Майнце. После окончания епископской школы Виллигиза в Майнце, Мюллер изучал философию и теологию в Майнце, Мюнхене, Фрайбурге. В 1977 году он получил степень доктора богословия под руководством Карла Леманна за диссертацию о протестантском теологе Дитрихе Бонхёффере.

## Священническое служение
Мюллер был рукоположен в священника в епархии Майнца 11 февраля 1978 года, сразу после своего 30-летия, кардиналом Германом Фольком. После своего рукоположения он служил священником в трех приходах.
В 1986 году получил приглашение занять место преподавателя догматического богословия в университете Людвига-Максимилиана в Мюнхене, где он по-прежнему является почётным профессором.

## Епископ
1 октября 2002 года папой Иоанном Павлом II назначен епископом Регенсбурга. Рукоположен 24 ноября 2002 года кардиналом Фридрихом Веттером. Среди соконсекраторов были кардинал Карл Леманн — епископ Майнца, вспомогательный епископ Регенсбурга Винценц Гуггенбергер, и бывший епископ Регенсбурга Манфред Мюллер. Своим епископским девизом Мюллер выбрал «Dominus Iesus» — «Иисус есть Господь» (Римлянам 10:9).
20 декабря 2007 года назначен ещё на пять лет членом Конгрегации доктрины веры, а 17 января 2009 года стал членом Папского Совета по культуре. 
12 июня 2012 год назначен членом Конгрегации католического образования на пятилетний срок, с возможностью продления. В тот же день он был назначен членом Папского Совета по содействию Христианскому Единству.
В Конференции немецких епископов был председателем Экуменической комиссии, заместителем председателя комиссии, членом Комиссии Всемирная Вера Церкви. Он также был вице-председателем Ассоциации Христианских Церквей в Германии и первым президент Общества содействия института Восточной Церкви в Регенсбурге.
Как личному другу папы Бенедикта XVI, ему была поручена подготовка публикации «Omnia Opera»: серии книг, которые соберут в одном издании все труды папы. Мюллер сам написал более 400 работ по догматическому богословию, экуменизму, откровению, герменевтике, священству и диаконии.
Мюллер также был учеником Густаво Гутьерреса, «отца» латиноамериканской теологии освобождения, с которым он имеет давнюю и тесную дружбу.

## Римская Курия
2 июля 2012 года епископ Герхард Мюллер был назначен префектом Конгрегации Доктрины Веры папой Бенедиктом XVI. В то же время он был возведён в сан архиепископа ad personam. В результате своей новой роли он также Ex officio председатель Папской Библейской комиссии, Международной теологической комиссии и Папской Комиссии Ecclesia Dei.
Архиепископ Мюллер сменил кардинала Уильяма Леваду, который был назначен на этот пост в мае 2005 года вновь избранным Папой Бенедиктом XVI.

## Награды и почётные звания
Будучи профессором, Мюллер был награждён Большим Крестом «За заслуги» ветви Священного Военного Константиновского Орден Святого Георгия, который возглавляет инфант дон Карлос, герцога Калабрийский.
В сентябре 2004 года Люблинский католический университет наградил Мюллера почётной докторской степенью в знак признания его выдающийся научно-дидактической деятельности. И 24 сентября 2008 года Папский католический университет Перу присудил ему так же звание почётного доктора в связи с его научной работой.
Премьер-министр Баварии Хорст Зеехофер наградил его 28 мая 2009 года Офицерским крестом Орден «За заслуги перед Федеративной Республикой Германия» первого класса.

## Кардинал
Как и ожидалось многими экспертами, 12 января 2014 года было объявлено, что Герхард Мюллер будет возведён в кардиналы на консистории от 22 февраля 2014 года, его имя третье в списке, после Пьетро Паролина — государственного секретаря Святого Престола и Лоренцо Бальдиссери — генерального секретаря синода епископов.
1 июля 2017 года Папа Франциск принял отставку кардинала Герхарда Людвига Мюллера, по окончании его пятилетнего срока, в качестве префекта Конгрегации доктрины веры, председателя Папской комиссии «Ecclesia Dei», Папской библейский комиссии и Международной богословской комиссии, и назвал его преемником на этих постах монсеньора Луис Франсиско Ладария Феррера, иезуита, титулярного архиепископа Тибики, секретарь Конгрегации доктрины веры.
В 2024 году призвал отлучить от Католической церкви президента США Джо Байдена за поддержку абортов и эвтаназии.
1 июля 2024 года Папа Франциск возвёл кардинала-дьякона Мюллера в ранг кардинала-священника с титулом церкви pro hac vice Сант-Аньезе-ин-Агоне.

## Дело Петера Крамера
В сентябре 2007 года, будучи епископом Регенсбурга, публично принёс извинения за сокрытие судимости за педофилию священника Петера Крамера при назначении того в 2004 году на приход в баварском Рикофене, где тот был арестован по подозрению в домогательствах к малолетним.

## Критика и обвинение папы Франциска в ересях
Многократно резко критиковал папу Франциска за стиль руководства и кадровую политику. В ноябре 2023 года в интервью американскому изданию обвинил папу в ересях, заявив тем не менее, что тот всё равно остаётся папой.